# Décor dans le théâtre polonais
 (octobre 2023).
Si vous disposez d'ouvrages ou d'articles de référence ou si vous connaissez des sites web de qualité traitant du thème abordé ici, merci de compléter l'article en donnant les références utiles à sa vérifiabilité et en les liant à la section « Notes et références ».
 (octobre 2023).
- Si vous ne connaissez pas le sujet, laissez ce bandeau (vous pouvez alors contacter les auteurs).
- Si vous supprimez le contenu mis en cause (vous pouvez préalablement contacter les auteurs),

argumentez précisément cette suppression dans la page de discussion
(un manque de référence n'est pas un argument ; une recherche réelle de référence doit avoir été effectuée, être formellement documentée).
À partir de 1923, Henryk Stazewski, auteur de décors scénographiques et d’affiches s’occupe de design et fait des projets de décors pour le théâtre. 
Lors du Salon d'automne au Grand Palais de Paris en 1931, la scénographie polonaise apparait d'une manière fragmentaire, qui ne l'empêche pas d'être louée. Philippe Soupault le caractérise en ces termes : "l'école polonaise du décor abandonne la conception picturale et s'efforce de transporter sur la scène un esprit architectural".
Après six ans d'occupation nazie de silence, le théâtre polonais tente de renouer les chaînons brisés et aussi de trouver pour une réalité nouvelle. Comme autrefois, les décors d'inspiration purement picturales sont rares. On observe en revanche un souci d'objectivité plastique dont le but est de mettre davantage en relief l'idée centrale de l'œuvre et ses valeurs poétiques. Les créateurs de costumes et de décors tentent surtout de restituer le style spécifique de chaque œuvre : non sa stylisation, et son style et, ce qui en découle, son climat. Ils n'aspirent pas à une démonstration picturale personnelle mais tâchent de servir le spectacle en collaboration avec le metteur en scène et les acteurs, par des éléments qui aboutissent à une composition à la fois plastique et théâtrale.
Notons également que le Stary Teatr eut également à reformer la compagnie et retrouver tout son prestige. Les meilleurs acteurs, scénographes, metteurs en scène (Andrzej Pronaszko, Tadeusz Kantor) et compositeurs (Roman Palester) participent à cette aventure de reconstruction.
Après avoir vaincu certaines mauvaises traditions du réalisme descriptif, les décorateur polonais sont revenus au principes du réalisme synthétique, considérant toujours la forme en fonction du thème de l'œuvre.
Il est évident que l'aboutissement de ces principes dépend du talent, de l'imagination, et de l'individualité des artistes.
Mentionons à ce propos les noms des trois décorateurs les plus éminents : Karol Frycz, expert dans les époques et les styles les plus variés et qui connait aussi bien le folklore polonais que l'art d'extrême orient. Andrzej Pronaszko, qui fut jadis l'un des fondateurs de l'expressionnisme et du constructivisme en Pologne. Wladislaw Daszewski, un des pionniers du néo-réalisme avant 1939 et qui se caractérise par la profondeur de son interprétation et par l'économie de ses moyens.
Les projets de décors d'opéra d'Andrzej Majewski sont admirés dans le monde entier.

## Sources
1. ↑  Site Polska